# Pietro Fornaciari
Pietro Fornaciari (Livorno, 16 marzo 1953) è un attore italiano.

## Biografia
Dopo aver svolto molti lavori lontani dalle luci dello spettacolo, 
ha esordito come comparsa nel film Bomber, un film del 1982 diretto da Michele Lupo e interpretato da Bud Spencer e Jerry Calà. Viene poi scoperto da Paolo Virzì che nel 1997 lo lancia in un ruolo importante in Ovosodo, dove interpreta Nedo, il padre del protagonista Piero. Baffuto, simbolo della veracità livornese, da allora è attivo in numerosi film cinematografici soprattutto legati alla Toscana.
In seguito recita in Faccia di Picasso a fianco di Massimo Ceccherini, in Bagnomaria con Giorgio Panariello, ne Il mattino ha l'oro in bocca (a fianco di Elio Germano e Laura Chiatti) e in I mostri oggi (con Diego Abatantuono nell'episodio Il vecchio ed il cane).

## Filmografia parziale
- Bomber, regia Michele Lupo (1982)
- Ovosodo, regia di Paolo Virzì (1997)
- Bagnomaria, regia di Giorgio Panariello (1999)
- La seconda moglie, regia di Ugo Chiti (1998)
- Senza paura, regia di Stefano Calvagna (2000)
- Faccia di Picasso, regia di Massimo Ceccherini (2000)
- The Accidental Detective, regia di Vanna Paoli (2003)
- L'amore ritrovato, regia di Carlo Mazzacurati (2004)
- 13dici a tavola, regia di Enrico Oldoini (2004)
- Il mattino ha l'oro in bocca, regia di Francesco Patierno (2008)
- I mostri oggi, regia di Enrico Oldoini (2009)
- Il mostro di Firenze, regia di Antonello Grimaldi (2009)
- Ora non ricordo il nome, regia di Michele Coppini (2016)
- Pinocchio, regia di Matteo Garrone (2019)